# Силкин, Григорий Петрович (Герой Советского Союза)
Григорий Петрович Силкин (1920—1943) — участник Великой Отечественной войны, командир взвода 794-го стрелкового полка (232-я стрелковая дивизия, 38-я армия, Воронежский фронт), лейтенант. Герой Советского Союза (1944).

## Биография
Родился 7 февраля 1920 года в деревне Ольховец ныне Монастырщинского района Смоленской области в семье крестьянина. Русский. Окончил семилетнюю школу в деревне Любавичи (Монастырщинский район) и школу фабрично-заводского обучения. Жил и работал токарем на мебельной фабрике в городе Ростов-на-Дону.
В Красной Армии с 1940 года. В 1942 году окончил Владивостокское пехотное училище. Член ВКП(б) с 1943 года.
В действующей армии — с 23 сентября 1942 года, был командиром отделения на Донском фронте. Уже 9 октября был тяжело ранен и направлен в госпиталь. После выздоровления в марте 1943 года вернулся на фронт командиром взвода 794-го стрелкового полка 232-й стрелковой дивизии 38-й армии Воронежского фронта.
Участвовал в оборонительных боях восточнее города Сумы. В августе-сентябре 1943 года 232-я стрелковая дивизия в ходе Сумско-Прилукской операции прорвала оборону гитлеровцев и, преодолев реки Псёл, Удай, Десна, 26 сентября 1943 года вышла к Днепру в районе Вышгорода (Киевская область). Передовые подразделения сходу форсировали реку и захватили плацдарм у села Лютеж (Вышгородский район Киевской области). Начались бои за расширение плацдарма. 9 октября после интенсивной артиллерийской подготовки и бомбардировки с воздуха гитлеровцам удалось потеснить подразделения 794-го стрелкового полка в районе села Гута Межигорская (тот же район). Они заняли господствующую высоту.
Лейтенант Григорий Силкин получил приказ прикрыть с фланга боевые порядки подразделения и держаться до прибытия подкрепления. Используя складки местности, взвод под командованием Григория Силкина приблизился к противнику на расстояние 25-30 метров и внезапно атаковал его. Несмотря на многократное превосходство, гитлеровцы были выбиты с высоты и отступили. Командир взвода организовал круговую оборону. Подтянув танки и самоходные орудия, противник силами до двух рот атаковал позиции взвода, но был отброшен. Всего взвод отбил девять контратак противника, уничтожил более 100 гитлеровцев и удержал захваченный рубеж. В последней из них был смертельно ранен и умер на поле боя.
Был похоронен в селе Гута-Межигорская Киевской области.
Указом Президиума Верховного Совета СССР «О присвоении звания Героя Советского Союза генералам, офицерскому, сержантскому и рядовому составу Красной Армии» от 10 января 1944 года за «образцовое выполнение боевых заданий командования на фронте борьбы с немецко-фашистскими захватчиками и проявленные при этом отвагу и геройство» удостоен посмертно звания Героя Советского Союза.
Награждён орденом Ленина (10.01.1944, посмертно), медалью «За отвагу» (24.08.1943).

## Память
- Мемориальная доска в память о Силкине установлена Российским военно-историческим обществом на школе в деревне Любавичи, где он учился[2].